# Gesine Becker
 Gesine Becker  geb. Bolte (* 16. April 1888 in Meinershausen bei Bremen; † 9. Dezember 1968 in Berlin) war eine deutsche Politikerin (SPD, KPD) und Abgeordnete der Bremischen Bürgerschaft.

## Leben
Gesine Bolte war die Tochter eines Bauern. Sie arbeitete als Laden- und Haushaltshilfe sowie von 1911 bis 1925 als Hausmeisterin. Sie wurde 1910 Mitglied der SPD. Sie heiratete den Tischler Hans Gottwerth Becker, der später KPD-Redakteur war. 
Am 23. November 1918 gehörte sie zu den Gründungsmitgliedern der Internationalen Kommunistischen Partei (IKP) in Bremen. Dadurch wurde sie zum Jahreswechsel 1919 zum Mitglied der KPD. Sie unterstützte die Bremer Räterepublik. Von 1929 bis 1930 war sie Abgeordnete der Bremischen Bürgerschaft und gehörte dem Fraktionsvorstand der KPD-Fraktion an. Sie engagierte sich für Sozialpolitik und für die Lage der Arbeiterschaft und der Frauen. Seit 1920 führte sie die Frauenagitationskommission der KPD. In der Bürgerschaft setzte sie sich 1922 erfolgreich für die Aufhebung eines Ausweisungsbefehls aus dem Jahr 1908 gegen den kommunistischen niederländischen Arbeiter Johann Geusendam ein. Sie leitete seit 1922 zusammen mit Nieter Raschen die bremische Sektion der Roten Hilfe. Von 1925 bis 1927 war sie Kontoristin bei der Reichsbahn und dann 1929 Organisationsleiterin des KPD-Bezirks Nordwest. Als sie 1926 Vorsitzende des Roten Frauen- und Mädchenbundes (RFMB) geworden war, probte sie mit den Frauen des RFMB das Agitationsstück „§ 218/219“.
Ende 1930 zog die Familie nach Berlin-Lichtenberg. Sie war von 1934 bis 1936 Inhaberin des Cafés Derby in der Schlesischen Straße. Von 1939 bis 1944 wurde sie als Kontoristin dienstverpflichtet. Nach dem Zweiten Weltkrieg lebte sie in der DDR und war seit 1946 Mitglied der SED. Sie war bis 1955 Büroangestellte im VEB Schrott Berlin-Lichtenberg, dann Sachbearbeiterin in der Kaderabteilung der Humboldt-Universität Berlin.